# Danzarines Rostro
Los Danzarines Rostro son un tipo de humanoide desarrollado por la Bene Tleilax en el universo ficticio de la saga iniciada por la novela Dune (1965), escrita por Frank Herbert.
Criaturas de apariencia humana diseñadas genéticamente, son capaces de imitar la apariencia de cualquier persona, mediante una mímesis o camuflaje biológico exterior prácticamente indistinguible del humano copiado. Los danzarines rostro hacen su primera aparición en El Mesías de Dune, y son recurrentes durante toda la saga.

## Historia
Originalmente eran bailarines tleilaxu entrenados para hacer imitaciones utilizando la actuación y el maquillaje, mejorados mediante cirugía plástica. Con el paso del tiempo, los tleilaxu comienzan a utilizar la manipulación genética para mejorar la plasticidad fenotípica natural de algunos individuos, de manera que los danzarines rostro puedan modificar conscientemente su altura, aumentar y disminuir su masa aparente, cambiar su coloración y textura, y alterar sus rasgos faciales y características sexuales. 
Los danzarines rostro se han utilizado para diversos fines. Al principio de su historia su actividad principal es el entretenimiento: comediantes, imitadores, y actores. Sin embargo, el desarrollo de su habilidad para copiar identidades les convierte en eficaces espías y asesinos, y pronto comienzan a ser utilizados tanto por la Bene Tleilax como por las Grandes Casas y el resto de facciones que los contratan para intervenir en sus continuos conflictos políticos, financieros y militares. 

## Características
La manipulación genética de los tleilaxu continuó hasta tal punto que los danzarines rostro pueden considerarse una subespecie humana, o incluso otra especie distinta. Entre las modificaciones fisiológicas introducidas en los danzarines rostro como subespecie, está el que su estructura esquelética es cartilaginosa en lugar de ósea, y su musculatura es más densa que la de un humano, y mucho más interconectada. 
Una de sus debilidades es que no pueden permanecer con el mismo aspecto por mucho tiempo, ya que corren peligro bien de ser detectados, bien de no controlar el cartilagomúsculo con el que transforman sus caras; tienen que volver a su estado relajado o cambiar a una configuración cómoda más simple. En su estado relajado comunal son de baja estatura y rasgos poco definidos: rostro redondo, casi sin barbilla, narices cortas, boca y ojos pequeños, cabello muy corto y casi blanco.
Los danzarines rostro pueden realizar una copia detallada si disponen del suficiente tiempo con el individuo copiado. Son muy difíciles de detectar, y solo un individuo entrenado por la Bene Gesserit es capaz de distinguir las pequeñas señales y las feromonas que los distinguen de un humano normal. Los danzarines rostro no pueden mantener mucho tiempo sus identidades copiadas, ya que en principio les falta la memoria y personalidad de las personas a las que sustituyen. 
En Herejes de Dune los tleilaxu han mejorado sus danzarines rostro haciendo que puedan copiar por contacto los recuerdos y la personalidad del individuo que imitan. Esta mejora tiene una contrapartida inesperada: si mantiene demasiado tiempo una misma identidad, el danzarín rostro olvidará su anterior ego comunal, pasando a identificarse completamente con el individuo copiado. Por otro lado, las feromonas de los danzarines rostro mejorados siguen siendo distinguibles de las de un humano normal.

## Organización
Los tleilaxu son una sociedad eusocial, y con el tiempo, los danzarines rostro se convierten en la casta de hermafroditas eunucos genéticos. Dotados de inteligencia pero sin sentido del ego, están genéticamente programados para ser leales a la casta superior, los Maestros tleilaxu. Los Maestros tleilaxu controlan sus creaciones forzando en ellas un estado hipnótico mediante el uso de sonidos preestablecidos (a menudo un zumbido o silbido).

## Apariciones en la saga
En esta ocasión, Scytale, un Maestro Tleilaxu de Alto Nivel, trata de negociar con Paul el clonaje de Chani, su concubina muerta, y controlar el imperio fremen.
En Dios Emperador de Dune, los tleilaxu han sido ordenados a producir más gholas de Duncan Idaho, los Danzarines Rostro son mandados en hordas en ataques inútiles contra el Emperador, Leto II, sin embargo, esto solo es un plan para mantener su conquista en el futuro secreta, y que el imperio piense que se han vuelto cada vez más tontos. En la Gran Dispersión de Leto, también abandonan el imperio para habitar en lo profundo del universo, donde se formarán los Super danzarines rostro.
Los Danzarines Rostro en las dos últimas novelas de la saga de Dune tienen la capacidad no solo de copiar físicamente a las personas, sino de absorber la personalidad de la persona en cuestión. Sin embargo, este desarrollo también viene con su error, ya que al absorber la personalidad de uno o más humanos, corren el riesgo de absorberse y creer que son la persona que imitan, y de crear voluntad propia. 
Se cree que en la gran dispersión, asimismo, Daniel y Marty, los danzarines rostro vistos en su visión por Duncan Idaho, son Super Danzarines Rostro inmunes al lenguaje silbante y pueden absorber personalidades. Se cree que también pueden manipular los Techys, o partículas más veloces que la luz para doblar el espacio y transportar a un ser o seres de un lugar del espacio al otro.
Estos pueden ser los enemigos poderosos de los que huyen la Honoradas Matres en Casa Capitular Dune.

## Referencia bibliográfica
- Frank Herbert, Dune. Barcelona: Ediciones Debolsillo, 2003. ISBN 978-84-9759-682-4
- Frank Herbert, El Mesías de Dune. Ediciones Debolsillo: Barcelona, 2003. ISBN 978-84-9759-667-1
- Frank Herbert, Hijos de Dune. Ediciones Debolsillo: Barcelona, 2003. ISBN 978-84-9759-432-5
- Frank Herbert, Dios Emperador de Dune. Ediciones Debolsillo: Barcelona, 2003. ISBN 978-84-9759-748-7
- Frank Herbert, Herejes de Dune. Ediciones Debolsillo: Barcelona, 2003. ISBN 978-84-9759-731-9
- Frank Herbert, Casa Capitular Dune. Ediciones Debolsillo: Barcelona, 2003. ISBN 978-84-9759-770-8